# Trophonopsis truncatus
Trophonopsis truncatus är en snäckart som först beskrevs av Strom 1768.  Trophonopsis truncatus ingår i släktet Trophonopsis och familjen purpursnäckor. Inga underarter finns listade i Catalogue of Life.